# Hubert Rumpel
Hubert Rumpel (* 26. März 1922 in Fürth; † 26. Oktober 2010) war ein deutscher Historiker.

## Lebensweg
Rumpel studierte an der Universität Wien Geschichte, Staats- und Kirchenrecht, Philosophie, Germanistik, Geographie und Kunstgeschichte. Das Staatsexamen legte er an der Universität Erlangen ab, wo er 1946 auch promoviert wurde. 1959 folgte die Habilitation für das Fachgebiet Mittelalterliche, Neuere und Neueste Geschichte. Nach Lehrtätigkeit an der Ludwig-Maximilians-Universität München wurde er 1967 in Erlangen zum außerplanmäßigen Professor ernannt, 1978 zum Extraordinarius. In den Jahren 1976/77 war er Dekan der Philosophischen Fakultät I. 1987 wurde er emeritiert.
Schwerpunkte seiner wissenschaftlichen Arbeit waren die deutsche und europäische Verfassungs- und Sozialgeschichte des 15. bis 18. Jahrhunderts, die Geschichte Südosteuropas und des Osmanischen Reiches im 15. bis 19. Jahrhundert, die Geschichte des Ersten Weltkriegs sowie die Heraldik als Historische Hilfwissenschaft.

## Schriften
- Die Reisen Kaiser Joseph II. nach Galizien. phil. Diss. Erlangen 1946.